# Phaedyma amydra
Phaedyma amydra är en fjärilsart som beskrevs av Hans Fruhstorfer 1908. Phaedyma amydra ingår i släktet Phaedyma och familjen praktfjärilar. Inga underarter finns listade i Catalogue of Life.